# Kim Jaggy
Kim Jaggy (* 14. November 1982 in Varen VS) ist ein ehemaliger Schweizer Fussballspieler haitianischer Abstammung.

## Karriere
Jaggy startete seine Karriere bei den Luzerner Klubs FC Hitzkirch, FC Hochdorf, FC Emmenbrücke und FC Luzern. Danach wechselte er zum FC Aarau, bis ihn nach drei Jahren der Grasshopper Club Zürich verpflichtete, wo der ehemalige Schweizer U-21-Nationalspieler mehreren Saisons als Stammspieler auf der Position des linken Aussenverteidigers spielte. Nachdem er von 2007 bis 2009 bei Sparta Rotterdam aktiv gewesen war, spielte er von 2009 bis 2011 bei Skoda Xanthi. Im Juli 2011 wurde der Verteidiger vom FC Wil aus der Challenge League verpflichtet. 2013/14 wurde er an den FC Aarau ausgeliehen. Im Juli 2014 wechselte Jaggy fest zum FC Aarau, wo er bis 2016 spielte. 2016 wechselte er zum FC Rapperswil-Jona, wo er zwei Saisons blieb. Ab 2018 spielte er für vier Saisons beim FC Tuggen, wo er schliesslich seine Karriere beendete.

## Titel und Erfolge
Grasshopper Club Zürich
- Schweizer Meister: 2001 und 2003
- Schweizer-Cup-Finalist: 2002 und 2004

FC Rapperswil-Jona
- Meister der Promotion League:  2017